# Argaman
Argaman (hebr.: ארגמן) – moszaw położony w samorządzie regionu Bika’at ha-Jarden, w Dystrykcie Judei i Samarii, w Izraelu.
Moszaw leży w Dolinie Jordanu, na północ od miasta Jerycho.

## Historia
Moszaw został założony w 1968 jako wojskowy posterunek obserwacyjny, w którym w 1971 osiedlili się cywilni żydowscy osadnicy.

## Gospodarka
Gospodarka moszawu opiera się na intensywnym rolnictwie.